# Група вікових дубів, решток природних дубових лісів
Гру́па вікови́х дубі́в, ре́шток приро́дних дубо́вих лісі́в — ботанічна пам'ятка природи місцевого значення в Україні. Розташована в межах міста Львова, в місцевості Вулька, неподалік від стику вулиць Бойківської та Сахарова. 
Площа 0,1 га. Статус надано 1984 року. Перебуває у віданні міського тресту зеленого господарства. 
Статус надано з метою збереження невеликої діброви дуба звичайного, яка є залишком давніх природних дубових лісів на території Львова. 